# NGC 2464
NGC 2464 je trojna zvijezda u zviježđu Risu. 

## Vanjske poveznice
- SEDS: NGC 2464